# Abydus
Abydus (łac. Dioecesis Abydenus) – stolica historycznej diecezji w Cesarstwie Rzymskim (prowincja Hellespont), współcześnie w Turcji. Pierwsze wzmianki o jej biskupach pochodzą z V wieku. Od XIX w. katolickie biskupstwo tytularne (wakujące od 2006).

## Biskupi tytularni
| Lp. | Biskup                     | Funkcja | Od                   | Do                   |
| --- | -------------------------- | --- | -------------------- | -------------------- |
| 1   | Maksym III Mazloum         | | 17 czerwca 1816      | 29 kwietnia 1817     |
| 2   | Guilelmus Zerbi            | biskup pomocniczy Sabiny (Państwo Kościelne)                                                                   | 2 października 1818  | 27 czerwca 1825      |
| 3   | Giovanni Pietro Losana     | | 23 stycznia 1827     | 30 września 1833     |
| 4   | Francis Mostyn             | wikariusz apostolski Dystryktu Północnego (Wielka Brytania)                                                    | 22 września 1840     | 11 sierpnia 1847     |
| 5   | Jean-Baptiste Anouilh CM   | koadiutor wikariusza apostolskiego Pekinu, następnie wikariusz apostolski Południowo-Zachodniego Zhili (Chiny) | 28 marca 1848        | 18 września 1869     |
| 6   | Luis Bruschetti            | emerytowany biskup San José de Costa Rica (Kostaryka)                                                          | 26 czerwca 1876      | 27 października 1881 |
| 7   | Pietro Caprotti PIME       | wikariusz apostolski Hajdarabadu (Indie)                                                                       | 28 lutego 1882       | 25 listopada 1886    |
| 8   | Julien Vidal SM            | wikariusz apostolski Fidżi, prefekt apostolski Brytyjskich Wysp Salomona                                       | 13 maja 1887         | 2 kwietnia 1922      |
| 9   | Etienne Faugier            | biskup pomocniczy Lyon-Vienne (Francja)                                                                        | 19 maja 1922         | 4 czerwca 1928       |
| 10  | Basil Vladimir Ladyka OSBM | greckokatolicki egzarcha apostolski w Kanadzie                                                                 | 20 maja 1929         | 21 czerwca 1948      |
| 11  | Launcelot John Goody       | biskup pomocniczy Perth (Australia)                                                                            | 2 sierpnia 1951      | 12 listopada 1954    |
| 12  | Julio Laschi González      | biskup pomocniczy Concepción en Paraguay, następnie biskup pomocniczy Asunción (Paragwaj)                      | 23 marca 1955        | 19 maja 1959         |
| 13  | Joseph Pallikaparampil     | eparcha pomocniczy Palai (Indie)                                                                               | 16 czerwca 1973      | 6 lutego 1981        |
| 14  | Jacob Manathodath          | biskup pomocniczy Ernakulam-Angamaly (Indie)                                                                   | 6 września 1992      | 11 listopada 1996    |
|     | Michel Abrass BA           | biskup kurialny melchickiego patriarchatu Antiochii                                                            | 17 października 2006 | 11 listopada 2006    |